# Підбуж (заповідне урочище)
Пі́дбуж — заповідне урочище місцевого значення в Україні. Розташоване в межах Дрогобицького району Львівської області, на захід від смт Підбуж і на північ від села Жданівка. 
Площа 99,6 га. Оголошено згідно з рішенням Львівської облради від 9.10.1984 року № 495. Перебуває у віданні ДП «Самбірський лісгосп» (Підбузьке л-во, кв. 17, кв. 18). 
Статус присвоєно з метою збереження природного ландшафту, характерного для Верхньодністровських Бескидів. Охороняється частина лісового масиву, який має природоохоронне та естетичне значення. Зростають високопродуктивні насадження ялиці і бука природного походження (бонітет-I), вік яких бл. 65—70 років. Серед трав'яного покриву є види, занесені до Червоної книги України, зокрема підсніжник. 
З тварин водяться: сарна, дикий кабан, заєць сірий, з червонокнижних видів — борсук.